# A gyermekek jogairól szóló egyezmény
A gyermekek jogairól szóló egyezmény (angolul: Convention on the Rights of the Child, CRC) egy nemzetközi egyezmény, ami 1990. szeptember 2-án lépett hatályba, majdnem egy évvel azután, hogy 1989. november 20-án az ENSZ Közgyűlése elfogadta.
Az egyes gyermek nevelhetőségi feltételeihez való alkalmazkodás a 19-20. század fordulója óta jelen van a pedagógiai gondolkodásban, erkölcsi-szakmai követelésből jogi követeléssé azonban csak 1989. november 20-án vált, amikor is New Yorkban az Egyesült Nemzetek Szervezetének Közgyűlése elfogadta a Gyermekek Jogairól Szóló Egyezményt, amelyet azóta az USA és Szomália kivételével minden államban ratifikáltak; a magyar törvényhozás az 1991. évi LXIV. törvénnyel hirdette ki. Az egyezmény pontosan kifejti, hogy milyen jogokkal rendelkeznek a gyermekek; ezen a területen ez az első kötelező érvényű nemzetközi jogi eszköz. A gyermekek helyzetének ilyen szintű szabályozása az emberi jogok nemzetközi védelmének egyre hangsúlyosabbá válásával került napirendre, és tükrözi annak két legalapvetőbb vonását: tartalmazza az emberi jogok kiterjedt skáláját és kizár mindenfajta diszkriminációt a jogérvényesítésben.
A dokumentum a gyermek érdekét mint „mindenek felett álló”, levezethetetlen értéket, mint alapjogot határozza meg.

## Alapelvei
Három alapelve:
1. a részvétel (a gyermek korától és érettségétől függően részese a saját sorsát érintő kérdések megvitatásának),
2. a védelem és
3. a megelőzés.

Nevesít számos olyan területet (oktatás, államigazgatás, igazságszolgáltatás stb.), amelyeken belül a gyermekek jogait tiszteletben kell tartani.